# Джон Темпл

Герб баронетів Темпл.

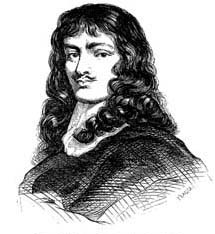
Сер Вільям Темпл, І баронет Темпл, брат Джона Темпла.

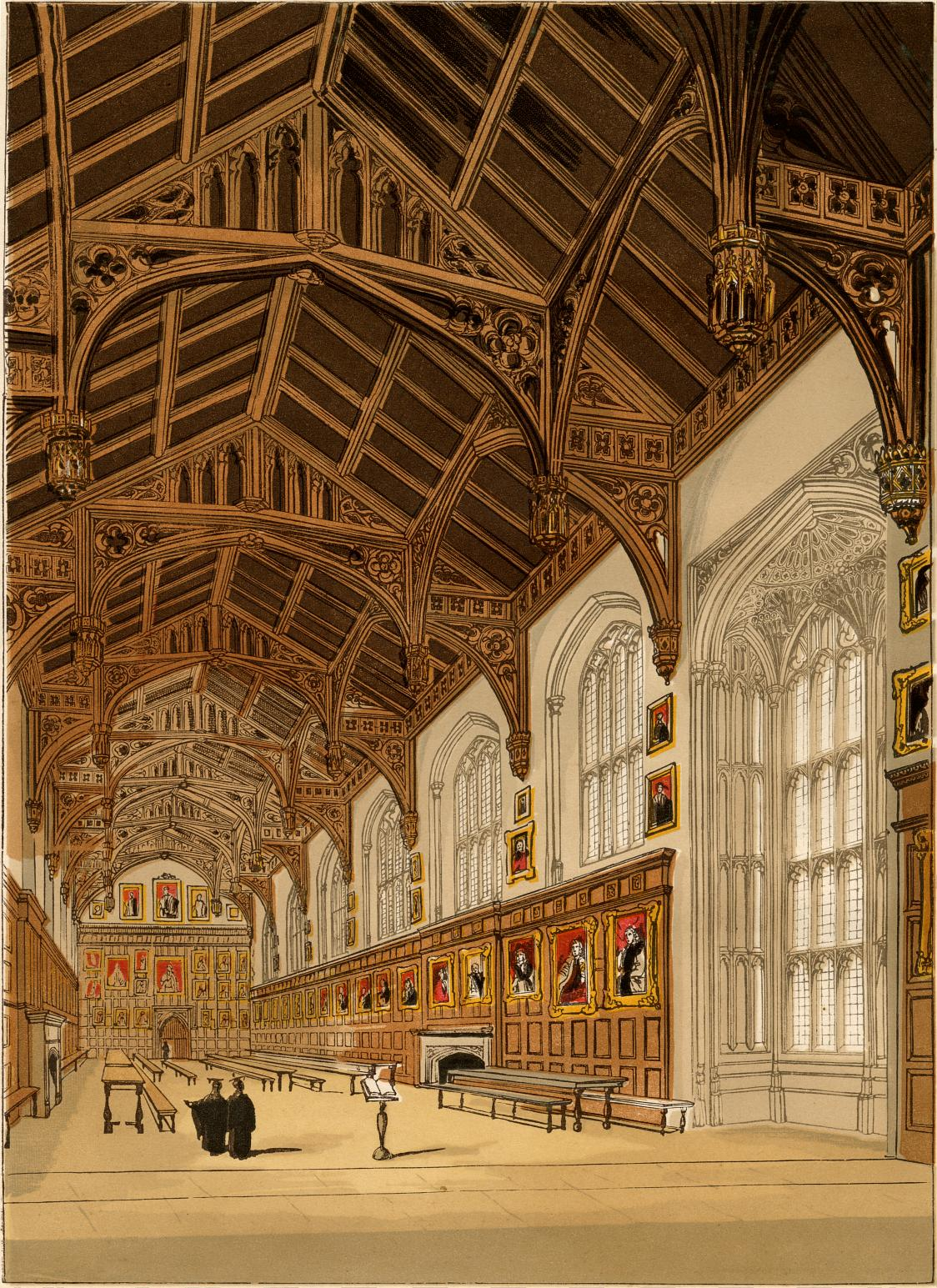
Холл коледжу Крайст-Черч, Оксфорд.

Сер Джон Темпл (англ. – Sir John Temple) — ірландський політик, депутат і спікер Палати громад парламенту Ірландії, генерал прокурор Ірландії. Він був прапрадідом видатного державного діяча Генрі Джона Темпла, ІІІ віконта Пальмерстон. Серед його нащадків по жіночій лінії — знаменитий поет лорд Байрон.

## Життєпис Джона Темпла
Джон Темпл народився в Лондоні 25 березня 1632 року. Він був сином сера Джона Темпла та його дружини Мері Геммонд – дочки доктора Джона Геммонда з Чертсі, Суррей. Він був братом сера Вільяма Темпла, І баронета Темпл, видатного дипломата та друга письменника Джонатана Свіфта.
Джон Темпл отримав освіту в Крайст-Черч, Оксфорд, там же отримав ступінь бакалавра в 1649 році і був прийнятий в юридичну спілку «Лінкольнс Інн» 4 травня 1650 року. Він отримав ступінь магістра в Кембриджському університеті в 1652 році і був покликаний до адвокатури в 1657 році. У липні 1660 року він був призначений генеральним радником з юридичних питань Ірландії, а в травні 1661 року він був обраний до Палати громад Ірландії як депутат від Карлоу Боро. У вересні він був обраний спікером Палати громад парламенту Ірландії. Після смерті короля Карла II у 1685 році Джон Темпл, незважаючи на те, що був переконаним протестантом, був щасливий залишитися на посаді під керівництвом короля римо-католика Якова II, і залишався на посаді до приходу до влади в Ірландії якобітів у 1689 році, що передбачало виключення всіх протестантів з державних посад. Джон Темпл втік до Англії, а його маєтки конфіскував патріотичний парламент. Джона Темпла посвятили в лицарі 15 серпня 1663 року.
Після повернення до Ірландії в 1691 році він отримав право власності на близько 12 000 акрів землі у графстві Слайго. Ці землі були конфісковані у корінних ірландців після придушення повстання. Після того, як «Славетна революція» 1688 року завершилася поразкою сил якобітів у 1691 році, він повернувся до Ірландії та обіймав посаду генерального прокурора Ірландії до травня 1695 року. Потім він переїхав до своїх маєтків в Іст-Шин, на південь від Лондона, і помер там 10 березня 1705 року.

## Родина
У 1663 році Джон Темпл одружився з Джейн Ярнер (померла в 1708 році) – дочкою сера Абрахама Ярнера (помер у 1677 році), майстра зборів в Ірландії, і мав від неї багатьох дітей, у томуц числі: 
- Генрі Темпл (бл. 1673 – 1757) – І віконт Пальмерстон.
- Джон Темпл з Дубліна – одружився зі своєю кузиною Елізабет Темпл, не мав дітей.
- Джейн Марта Темпл (1672 – 1751) – дружина Джона Берклі, ІІІ барона Берклі Стратон, а потім Вільяма Бентінка, І графа Портленд, мала дітей від другого шлюбу. Її портрет написав Майкл Даль. Після вступу на престол королеви Анни, яка її не любила, їй було заборонено мати придворні права, але вона була відновлена в милості за правління короля Англії Георга I, і вона стала гувернанткою королівських дітей.
- Френсіс Темпл (померла 1707 р.) – дружина брата і спадкоємця лорда Берклі – Вільяма Берклі, IV барона Берклі Стратон, і мала дітей: через свою дочку Френсіс, леді Байрон, вона була предком знаменитого поета лорда Байрона. Мері, дружина Томаса Флауера з Дарроу, графство Леїш, була матір’ю Вільяма Флауера, І барона Касл Дарроу. Після її смерті Флауер одружився з валлійською спадкоємицею Доротеєю Джефріс з Аберсінріга, дочкою полковника Джона Джеффріса, першого магістра Королівського госпіталю Кілмейнгем, і вдови Артура Тернера (помер у 1684 р.), судді Суду загальних справ (Ірландія).
- Кетрін Темпл (померла 1694 р.) – дружина Чарльза, єдиного сина сера Роберта Ворда, першого й останнього з баронетів Кілл, а потім дружина Чарльза Кінга.
- Дороті Темпл – дружина Френсіса Колвілла, старшого сина та спадкоємця сера Роберта Колвілла з Ньютаунардс від його першої дружини Пенелопи Роудон. Френсіс помер раніше від свого батька приблизно в 1683 році.